# 203. Sicherungs-Division
De 203. Sicherungs-Division (Nederlands: 203e Beveiligingsdivisie) was een Duitse infanteriedivisie in de Heer tijdens de Tweede Wereldoorlog. Deze divisie was betrokken bij de beveiliging van het Rückwärtigen Heeresgebietes (in de achterhoede gelegen legergebied) van de Heeresgruppe Mitte (Legergroep Midden). Ze nam actief aan oorlogsmisdrijven tegen partizanen (Bandenbekämpfung) en de holocaust deel.

## Geschiedenis divisie
Op 1 juni 1942 werd uit de staf van het voormalige Sicherungs-Brigade 203 (vrije vertaling: 203e Beveiligingsbrigade) de 203e Beveiligingsdivisie opgericht. De divisie werd onder bevel van de Heeresgruppe Mitte gesteld.
Op 21 oktober 1944 werd de divisie aan de Narew bij Łomża omgevormd en versterkt tot de 203. Sicherungs-Division  (203e Infanteriedivisie).
In januari 1945 werd de divisie tijdens het Oost-Pruisenoffensief in de sector van het 55e Legerkorps van de Heeresgruppe Mitte (Legergroep Midden) aan het Narew-front ten noorden van Łomża door het Russische 48e Leger vernietigd.
In april 1945 werden de laatst overgebleven resten van de divisie op het schiereiland Mierzeja Helska Russisch krijgsgevangen gemaakt.

## Commandanten
| Rang            | Naam           | Begin                               | Eind                                  | Opmerking                                                                                                 |
| --------------- | -------------- | ----------------------------------- | ------------------------------------- | --- |
| Generalleutnant | Rudolf Pilz    | 1 januari 1943                      | 19 augustus 1944                      | Voormalig commandant van de 358e Infanteriedivisie, 333e Infanteriedivisie en het 464. Ersatz-Division    |
| Generalleutnant | Max Horn       | 19 augustus 1944 - 25 augustus 1944 | 18 november 1944 - 21 oktober 1944    | Voormalig commandant van de 214e Infanteriedivisie, 719e Infanteriedivisie                                |
|                 |                | 21 oktober 1944                     |                                       | Hernoemd in de 203e Infanteriedivisie                                                                     |
| Generalleutnant | Wilhelm Thomas | 18 november 1944                    | 26 december 1944                      | Voormalig commandant van de 321 Infanteriedivisie, 539. Landesschützen-Division en 203e Infanteriedivisie |
| Generalmajor    | Fritz Gädicke  | 26 december 1944                    | 16 maart 1945 Andere bron: 8 mei 1945 | |

### Eerste Generale Stafofficier (Ia)
| Rang  | Naam             | Begin      | Eind         | Opmerking |
| ----- | ---------------- | ---------- | ------------ | --------- |
| Major | Weiß             |            |              |           |
| Major | Gerhard Mischner | April 1944 | Oktober 1944 |           |

## Onderscheiding

### Houder van het Duits Kruis

#### In goud
- Hermann Bauer op 20 januari 1945 als Hauptmann der Reserve in het I. Bataillon, Sicherungs-Regiment 608, 203. Sicherungs-Division, Heer[11]

## Samenstelling
- Sicherungs-Regiment 613
  - Landesschützen-Bataillon 221
  - Landesschützen-Bataillon 243
  - Landesschützen-Bataillon 420
  - Landesschützen-Bataillon 608
  - Landesschützen-Bataillon 916
  - Landesschützen-Bataillon 473
- Reserve-Polizei-Bataillon 91
- Landesschützen-Regiment 34
  - Landesschützen-Bataillon 244
  - Landesschützen-Bataillon 642
- Landesschützen-Regiment 27
  - Landesschützen-Bataillon 706
  - Landesschützen-Bataillon 323
- Sicherungs-Regiment 608
  - Landesschützen-Bataillon 825
  - Landesschützen-Bataillon 432
- Artillerie-Abteilung 507
- Ost-Kompanie 1./203 (Russische vrijwilligers)
- Ost-Reiterschwadron 2./203 (Russische vrijwilligers)
- Ost-Batterie 203 (vanaf 1944) (Russische vrijwilligers)
- Nachrichten-Kompanie 203
- Pionier-Kompanie 203 (vanaf 1944)
- Versorgungseinheiten 203